# 新井城
新井城（あらいじょう）は、神奈川県三浦市三崎町小網代（こあじろ）にあった日本の城。荒井城・小網代城・三崎城とも。相模三浦氏の本拠地とされる。

## 概要
城跡は、三浦半島の西岸、小網代湾と油壺湾の間に突出する標高26メートルの岬状の高台に位置し、現在東京大学大学院理学系研究科附属臨海実験所の敷地となっている付近が本曲輪とされる。なお、三浦市の遺跡地図では、油壺の岬部分から三崎町小網代地区の内陸部まで、極めて広大な範囲を「新井城跡」としている。
新井城の南東2キロメートルの三浦市役所付近には、同じく三浦氏の居城と言われ、後に後北条氏の城となった三崎城がある。従来、後北条氏関連の史料などから新井城と三崎城は別の城と考えられてきたが、近年では相模三浦氏時代には「三崎城」として単一の城を構成しており、後北条氏が同城南部の海側部分を改築した時に、旧城である新井城と、新城である三崎城に分けられたと考えられているという（三崎城参照）。なお、同市遺跡地図上では新井城と三崎城は別個の遺跡となっている。

## 新井城の戦い
戦国時代初期の明応3年（1494年）に三浦時高・高教の親子から新井城を奪った三浦義同（道寸）・義意だったが、永正9-13年（1512-1516年）、小田原の伊勢盛時（北条早雲）に城を囲まれた。3年にわたる篭城戦を繰り広げたが、ついに陥落して相模三浦氏は滅亡した。この時三浦一族の血で海が油の壺のように真っ黒に染まったことから、今の地名油壺の呼び名がついた、とされる。
その後、豊臣秀吉の小田原征伐後に廃城となった。

## 遺構
東京大学大学院理学系研究科附属臨海実験所の敷地周辺に堀切や土塁と見られる遺構が残る。同実験所の新研究棟建設地で、城の主郭と目されていた範囲が1992年（平成4年）に発掘調査された。発掘の結果、大型の掘立柱建物跡や多数のピット、空堀、土坑が見つかり、16世紀代の陶磁器類が出土した。特に長辺2メートル×短辺1メートル×深さ5.9メートルにもなるSK08土坑内からは、底の方から大量の人骨が出土し、1494年（明応3年）または1512-1516年（永正9-13年）の戦闘での死者を遺棄した遺構ではないかと報告された。